# Maria Victòria Secall
Maria Victoria Secall i de Fermentino (Barcelona),  es una poeta balear residente en Palma.
Maria Victoria  se licenció en Psicología y en Filosofía en la Universidad de Barcelona para pasar a doctorarse en Psicolingüística en la misma Universidad. En un primer momento y a lo largo de una gran temporada se dedicó a la docencia, tarea que compaginaba con la investigación y la práctica  clínica de la psicología; la cual va acabando siendo  su principal dedicación y la que actualmente continúa ejerciendo en un centro oficial de Palma.
Es miembro, como Aina Ferrer Torrens, de “Far D'art”, pelotón poético;  de la asociación de escritores en lengua catalana "AELC", del "Pen Català". También tiene un blog personal llamado “El pèndol de petites oscil·lacions”.
A lo largo de su carrera como psicóloga ha publicado varios libros como por ejemplo: “Psicología del lenguaje” (compilación) de la Editorial. Pirámide  Barcelona 1981; “La parla de l’infant” ICE, UIB 1987; “La capsa dels sons” Prensa Universitaria 1988.
También ha realizado artículos para  revistas especializadas en temas de psicolingüística y psicología social.
Entre la temática de su obra ha cultivado además,  la literatura infantil y juvenil donde podemos destacar: “L’estel de foc” (finalista del II Premio Guillem Cifre de Colonya), “Hiverneus” , Segundo Premio de narrativa breve “Dona” Barcelona 1984, “La capsa dels somnis”, recopilación de cuentos finalista del III Premio Guillem Cifre de Colonya 1984.
Como poeta y escritora de relato breve ha publicado: “El indescifrable código ”L’indesxifrable codi” (Premio rei en Jaume de Poesia 1997), “Heliografia” (Premio Joan Llacuna, Ciutat d’Igualda de Poesia 1998); “L’embolicadora” (2 Premio de narrativa breve del “Diario de Mallorca” 1999); “Lluna nova” ( 1er Premio Ancora de narrativa breve de Sant Feliu de Guíxols 2001 );  “La nedadora” (2 Premio de cuento corto San Bartolomé de Montuiri 2002), “Els amants del pont” (Premio de cuento corto de Sant Sadurní d’Anoia) y “Obert per defunció” (Palma 2006).
También ha participado como coautora en diversas compilaciones como: “Poetes per la llengua” (Palma, 1999), “13x3 Poesia Perifèrica” (Inca, 2006), “Eròtiques i despentinades” (València, 2006) i “La Catosfera Literària” (Valls, 2008).